# 村上真理子
村上 真理子（むらかみ まりこ、1979年7月24日 - ）は、フジテレビジョン報道局取材センター政治部記者。父は元東京高等裁判所部総括判事（長官代行）・元京都大学大学院法学研究科教授、現大東文化大学法科大学院教授（刑事訴訟法）兼TMI総合法律事務所客員弁護士の村上光鵄。
自民党記者クラブに所属し古賀誠代議士の番記者、民主党菅直人代議士の番記者などを務める。「FNNスピーク」、「FNNスーパーニュース」にレポートや中継で不定期出演。

## 略歴
- 2003年春 - 大学卒業後、フジテレビ入社。バラエティ制作センターに配属され、入社当時は「クイズ!ヘキサゴン」のアシスタントディレクターを担当。
- 2004年3月23日 - 「明石家さんまのフジテレビ大反省会」にてテレビ初顔出し。
- 2004年8月 - フジテレビ社員で結成したバンド「MARS」のボーカルを担当、同社が夏に開催したイベント「お台場冒険王 2004」及び「GIRL POP FACTORY 04」にてテーマソング「Take a Chance!」を歌う。
- 2004年9月22日 - メントレSuperG!TOKIO10周年記念スペシャルで初ディレクター。
- 2004年10月 - 笑っていいとも!のアシスタントディレクター（水曜日・木曜日担当）に。
- 2005年6月7日～6月10日 - お台場明石城5万石「さんまの着せ替えハニー」（ミニ番組）でディレクターを務める。
- 2005年6月29日 - バラエティ制作センターから、念願の報道へ転属となる。
- 2005年7月23日・24日 - FNS ALL-STARS あっつい25時間テレビやっぱ楽しくなければテレビじゃないもん!の「真夜中の大かま騒ぎSP」、フジテレビ代表として「トリビアの温泉」出演。

## 同期入社
- 石本沙織
- 戸部洋子
- 長野翼
- 田中大貴

上の4人はアナウンサーとしての入社である。

## エピソード
入社当時から報道記者になりたく、報道担当を配属希望してたが、バラエティー担当に配属された。
港浩一(当時フジテレビバラエティ制作センター室長)に泣きながら部署異動を直談判したことを、
明石家さんまの番組で度々語れた。